# نادي مثالية تيغنيف
نادي مثالية تيغنيف هو نادي جزائري لكرة القدم مقرهّ في تيغنيف التي تعرف باسم باليكاو تأسس الفريق سنة 1945، ويلعب النادي في ملعب حساين زرقوق لكحل بالمدينة، ويبلغ سعة الملعب حوالي 5000 مشجع، الاسم المختصر للفريق بالإنجليزية IST، شارك في الدوري الجزائري بالدرجة الثانية.

## التأسيس
كان أول تأسيس للفريق سنة 1936 ثم بشكل رسمي سنة 1945.